# Nikola Maksimović
Nikola Maksimović (en serbio: Никола Максимовић; Bajina Bašta, Yugoslavia, actual Serbia, 25 de noviembre de 1991) es un futbolista serbio. Juega de defensa y se encuentra sin equipo tras abandonar el Montpellier H. S. C.

## Trayectoria

### Sloboda y Estrella Roja
Maksimović se formó en las categorías inferiores de tres clubes serbios: Kosmos (2002-2004), Sloga (2004-2006) y Sloboda Užice (2006-2008). El 16 de julio de 2009 se produjo su debut en el primer equipo del F. K. Sevojno, en un partido ante el Kaunas. El 5 de marzo de 2011, marcó su primer gol como profesional contra el Hajduk Kula. En el mercado de invierno de 2012 fichó por el Estrella Roja de Belgrado, debutando el 3 de marzo contra el Spartak Subotica.

### Torino
Al término de la temporada, el 51% de su ficha fue adquirido por el Apollon Limassol chipriota, que el 23 de julio de 2013 lo cedió al Torino italiano con opción de compra. El 6 de octubre siguiente debutó en la Serie A, en el partido de visitante contra el Sampdoria, jugando los minutos finales. Durante la temporada logró la titularidad antes como defensa central y posteriormente como volante externo derecho. El 27 de mayo de 2014 el Torino ejerció el derecho de compra.

### Napoli
El 31 de agosto de 2016 fue cedido al Napoli por 5 millones de euros, con obligación de rescate fijada en 20 millones de euros. El 28 de septiembre debutó con la camiseta azzurra, reemplazando a Raúl Albiol en el partido de Liga de Campeones contra el Benfica, ganado con marcador de 4 a 2 por los napolitanos. El 23 de octubre marcó su primer gol italiano, en el partido de liga contra el Crotone (2 a 1 en favor del Napoli).
El 26 de enero de 2018 fue cedido al Spartak de Moscú hasta el 30 de junio del mismo año. En Rusia jugó once partidos, para luego volver al Napoli, con el que ganó la Copa Italia 2019-20, marcando el tercer gol de los azzurri en la tanda de penaltis.

### Genoa
El 31 de agosto de 2021 fichó libre por el Genoa.

## Selección nacional
Ha sido internacional en dos ocasiones con la sub-19 y en otros dos partidos con la sub-21 de la selección de fútbol de Serbia. Su debut con la Selección mayor se produjo el 31 de mayo de 2012, en un amistoso contra Francia.

## Clubes
| Club                            | País    | Año       | Partidos | Goles |
| ------------------------------- | ------- | --------- | -------- | ----- |
| F. K. Sevojno                   | Serbia  | 2008-2010 | 31       | 2     |
| F. K. Sloboda Užice             | Serbia  | 2010-2012 | 32       | 1     |
| F. K. Estrella Roja de Belgrado | Serbia  | 2012-2013 | 35       | 1     |
| Torino F. C.                    | Italia  | 2013-2016 | 76       | 0     |
| S. S. C. Napoli                 | Italia  | 2016-2018 | 16       | 1     |
| F. C. Spartak Moscú (cedido)    | Rusia   | 2018      | 11       | 0     |
| S. S. C. Napoli                 | Italia  | 2018-2021 | 83       | 1     |
| Genoa C. F. C.                  | Italia  | 2021-2022 | 14       | 0     |
| Hatayspor                       | Turquía | 2023-2024 | 20       | 0     |
| Montpellier H. S. C.            | Francia | 2024-2025 | 7        | 0     |

- Actualizado el 4 de enero de 2025.[17]

## Palmarés

### Títulos nacionales
| Título         | Club            | País   | Año     |
| -------------- | --------------- | ------ | ------- |
| Copa de Serbia | Estrella Roja   | Serbia | 2011-12 |
| Copa Italia    | S. S. C. Napoli | Italia | 2019-20 |

### Distinciones individuales
| Distinción                               | Año     |
| ---------------------------------------- | ------- |
| Equipo del año de la Superliga de Serbia | 2011-12 |